# Ianova, Timiș
Ianova (germană Janowa, maghiară Temesjenő) este un sat în comuna Remetea Mare din județul Timiș, Banat, România.

## Personalități
- Mihai Șora (1916 - 2023), filosof și eseist.

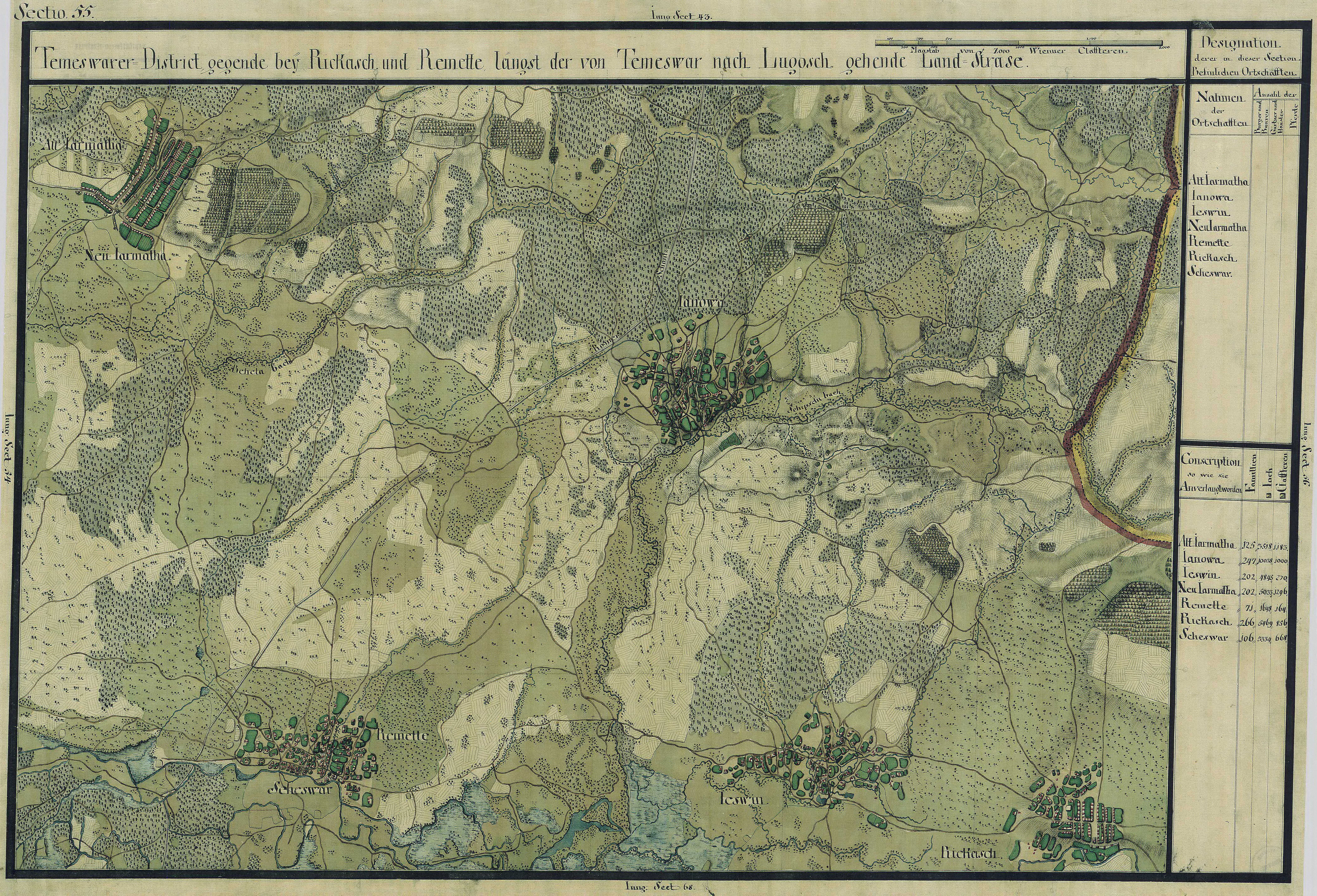
Ianova în Harta Iosefină a Banatului, 1769-72